# Bermonville
Bermonville ist eine Commune déléguée in der französischen Gemeinde Terres-de-Caux mit 497 Einwohnern (Stand: 1. Januar 2022) im Département Seine-Maritime in der Region Normandie.
Die Gemeinde Bermonville wurde am 1. Januar 2017 mit Auzouville-Auberbosc, Bennetot, Fauville-en-Caux, Ricarville, Saint-Pierre-Lavis und Sainte-Marguerite-sur-Fauville zur Commune nouvelle Terres-de-Caux zusammengeschlossen. Sie hat seither den Status einer Commune déléguée. Die Gemeinde Bermonville gehörte zum Kanton Saint-Valery-en-Caux.
Der Ort liegt etwa 37 Kilometer nordöstlich von Le Havre.
| Bevölkerungsentwicklung   | Bevölkerungsentwicklung | Bevölkerungsentwicklung | Bevölkerungsentwicklung | Bevölkerungsentwicklung | Bevölkerungsentwicklung | Bevölkerungsentwicklung | Bevölkerungsentwicklung | Bevölkerungsentwicklung |
| ------------------------- | ----------------------- | ----------------------- | ----------------------- | ----------------------- | ----------------------- | ----------------------- | ----------------------- | ----------------------- |
| Jahr                      | 1962                    | 1968                    | 1975                    | 1982                    | 1990                    | 1999                    | 2006                    | 2013                    |
| Einwohner                 | 368                     | 368                     | 314                     | 307                     | 314                     | 371                     | 446                     | 490                     |
| Quelle: Cassini und INSEE |                         |                         |                         |                         |                         |                         |                         |                         |

## Sehenswürdigkeiten
- Kirche Notre-Dame aus dem 12. Jahrhundert
- Herrenhaus aus dem 16. Jahrhundert